# Ivan Dodig
Ivan Dodig (* 2. Januar 1985 in Međugorje, SR Bosnien-Herzegowina, SFR Jugoslawien) ist ein bosnisch-kroatischer Tennisspieler.

## Leben und Karriere

### Bis 2006: Werdegang und erste Erfahrungen im Davis Cup und auf Future-Turnieren
Ivan Dodig begann im Alter von acht Jahren mit dem Tennisspielen. Seit 2000 spielte er Turniere auf der Juniorentour und konnte dort im September 2002 ein Turnier gewinnen. Bereits im April 2002 spielte Dodig erstmals für das Davis-Cup-Team von Bosnien und Herzegowina im Doppel, verlor dort jedoch beide Partien. Bis zum Jahr 2006 spielte er insgesamt 22 Matches im Einzel und Doppel für Bosnien-Herzegowina, von denen er sieben gewinnen konnte.
Seit 2002 versuchte Ivan Dodig, sich für Satellite- und Future-Turniere im Erwachsenenbereich zu qualifizieren. Nach dem Erreichen des Viertelfinals bei einem Future-Turnier im September 2003 wurde er erstmals in der Weltrangliste geführt.
Es dauerte bis zum August 2005, bis er in Kroatien erstmals ein Future-Finale erreichte. Im Juni 2006 gewann er dann in Bosnien und Herzegowina seinen ersten Future-Titel und erreichte zwei Wochen später ein weiteres Finale. Nachdem er im Oktober 2006 in Nigeria zum zweiten Mal ein Future-Turnier hatte gewinnen können, stieg er in die Top 500 der Weltrangliste ein.

### 2007–2008: Erfolge auf der Challenger Tour, kroatische Staatsbürgerschaft und ATP-Debüt
Nachdem er im Mai 2007 ein weiteres Future-Finale erreicht hatte, versuchte er von nun an, auf der ATP Challenger Tour Fuß zu fassen. Zudem spielte er mehrere Qualifikationen für ATP-Turniere, jedoch zunächst ohne Erfolg. Im weiteren Jahresverlauf erreichte er ein Challenger-Halbfinale und vier Viertelfinale und wurde zwischenzeitlich auf Rang 256 der Weltrangliste geführt. Im Doppel konnte er sogar zwei Challenger-Turniere gewinnen.
Im Februar 2008 nahm Ivan Dodig die kroatische Staatsbürgerschaft an, da er als bosnischer Nummer-1-Spieler zu wenig Unterstützung von seinem Verband bekam. Im Februar 2008 konnte Dodig sich durch einen Sieg über Andrei Golubew in Marseille erstmals für ein ATP-Turnier qualifizieren, war dort aber in der ersten Runde chancenlos gegen den Weltranglistendritten Novak Đoković. Das weitere Jahr verlief ohne große Höhepunkte; Dodig erreichte nur einmal das Viertelfinale eines Challenger-Turniers, zudem gewann er einen Future-Titel im Einzel und einen Challenger-Titel im Doppel.

### 2009: Erster Challenger-Titel und ATP-Matchgewinne
Das Jahr 2009 begann mit einer erfolgreichen Qualifikation für das ATP-Turnier von Zagreb, wo Dodig nach Siegen über die Top-50-Spieler Igor Andrejew und Ernests Gulbis das Viertelfinale erreichte. Dort verlor er dann jedoch gegen seinen Landsmann Mario Ančić. Im März 2009 gewann Ivan Dodig in Sarajevo nach einem Sieg über Dominik Meffert seinen ersten Einzeltitel bei einem Challenger-Turnier. Einen Monat später erreichte er in Ostrava ein weiteres Challenger-Finale, welches er gegen Jan Hájek verlor. In diesem Jahr versuchte er erstmals, sich für Grand-Slam-Turniere zu qualifizieren, jedoch ohne Erfolg. Für das ATP-Turnier von Umag bekam er eine Wildcard, verlor dann aber in der ersten Runde gegen Pablo Cuevas. Im Oktober 2009 kam es beim Challenger-Turnier von Kolding zu einem Eklat: Dodig erreichte das Finale, und hatte dort schon den ersten Satz gegen Alex Bogdanovic gewonnen. Im Tie-Break des zweiten Satzes kam es zu einer strittigen Entscheidung, und Dodig verlor den Satz. Daraufhin soll er eine Linienrichterin beleidigt haben und wurde deshalb disqualifiziert. Aus Ärger zertrümmerte er im Anschluss den Pokal. Auf seiner Homepage beteuerte er seine Unschuld und entschuldigte sich für die zerstörte Trophäe. Zum Jahresende belegte Ivan Dodig Platz 180 der Weltrangliste.

### 2010: Grand-Slam-Debüt und Einstieg in die Top 100
Im Januar 2010 qualifizierte sich Dodig bei den Australian Open erstmals für ein Grand-Slam-Turnier. In der ersten Runde traf er auf den an Position 23 gesetzten Juan Carlos Ferrero. Als er bereits mit 0:2 in Sätzen zurücklag, drehte er das Spiel noch und besiegte den ehemaligen Weltranglistenersten. In der zweiten Runde verlor er dann jedoch gegen Stefan Koubek. Auch beim ATP-Turnier von Zagreb, für das er eine Wildcard bekam, erreichte Dodig die zweite Runde. Im März spielte er erstmals für seine neue Heimat Kroatien im Davis Cup. Nachdem er im April 2010 wie schon im Vorjahr das Finale des Challenger-Turniers von Ostrava verloren hatte, konnte sich Ivan Dodig im Juli 2010 in Wimbledon für das Hauptfeld qualifizieren. Nach einem Erstrundensieg über Óscar Hernández verlor er in der zweiten Runde gegen Sam Querrey. Nach einem Zweitrundenaus beim ATP-Turnier von Umag konnte sich Dodig bei den US Open 2010 zum dritten Mal in diesem Jahr für ein Grand-Slam-Turnier qualifizieren. Und wie schon bei den zwei anderen Turnieren erreichte er die zweite Runde. Dabei profitierte er von der Aufgabe seines Gegners Fernando González, der das Match bei 1:1-Satzgleichstand wegen einer Knieverletzung abbrechen musste. In der zweiten Runde gegen Thiemo de Bakker musste Dodig dann jedoch selber aufgeben, als er mit 1:2 Sätzen zurücklag. Im Oktober 2010 erreichte Ivan Dodig in Stockholm als Qualifikant nach Siegen über Tommy Robredo und Tobias Kamke zum zweiten Mal in seiner Karriere ein ATP-Viertelfinale. Dort konnte er gegen seinen an Position 4 gesetzten Landsmann Ivan Ljubičić zwar den ersten Satz gewinnen, verlor das Match aber noch in drei Sätzen. Dennoch erreichte er daraufhin mit Platz 118 seine bislang beste Weltranglistenplatzierung. Nur zwei Wochen später erreichte Dodig in Astana nach einem Sieg über Rainer Schüttler zum zweiten Mal in diesem Jahr ein Challenger-Finale. Dort gewann er gegen Igor Kunizyn den zweiten Challenger-Titel in seiner Karriere und zog daraufhin erstmals in die Top 100 der Weltrangliste ein.

### 2011: Erster ATP-Titel und Etablierung als Top-50-Spieler
Zu Beginn des Jahres 2011 schied Ivan Dodig beim ATP-Turnier in Chennai in der zweiten Runde gegen den an Position 1 gesetzten Tomáš Berdych aus. Im Doppel konnte er an der Seite von Marin Čilić im Halbfinale nur knapp von den späteren Turniersiegern Mahesh Bhupathi und Leander Paes gestoppt werden. Bei den Australian Open traf Dodig in der ersten Runde auf seinen Landsmann Ivo Karlović. Obwohl dieser im Matchverlauf insgesamt 48 Asse schlug, konnte sich Dodig am Ende in fünf Sätzen durchsetzen. Sein nächster Gegner war der an Position 3 gesetzte Novak Đoković. Dodig konnte zwei Sätze lang gut mithalten, verlor aber letztendlich in vier Sätzen gegen den späteren Turniersieger. Er war im gesamten Turnierverlauf der einzige Spieler, der Đoković einen Satz abnehmen konnte. Beim folgenden ATP-Turnier in Zagreb Anfang Februar 2011 erreichte Dodig nach Siegen unter anderem über die Top-50-Spieler Marcel Granollers, Ivan Ljubičić und Guillermo García López zum ersten Mal ein ATP-Finale. Dort setzte er sich in zwei Sätzen gegen Michael Berrer durch und gewann somit seinen ersten Titel. In der Weltrangliste machte er daraufhin einen Sprung bis auf Platz 60, seine bislang beste Platzierung. Der nächste große Erfolg gelang Ivan Dodig im April 2011 beim ATP-Sandplatzturnier in Barcelona, wo er unter anderem durch einen Sieg über Top-10-Spieler Robin Söderling ins Halbfinale einzog. Dort war er jedoch chancenlos gegen den Weltranglistenersten und späteren Turniersieger Rafael Nadal. Nachdem er bei seinem French-Open-Debüt bereits in der ersten Runde gegen Pere Riba ausgeschieden war, konnte Ivan Dodig im Juni 2011 beim Rasenturnier in ’s-Hertogenbosch unter anderem durch einen Sieg über den an Position zwei gesetzten Marcos Baghdatis zum zweiten Mal in seiner Karriere ein ATP-Finale erreichen, welches er jedoch in zwei Sätzen gegen Dmitri Tursunow verlor. In Wimbledon sowie in Hamburg und beim Heimturnier in Umag folgten dann allerdings wieder Erstrundenniederlagen gegen jeweils deutlich niedriger platzierte Gegner. Im August 2011 sorgte Ivan Dodig beim Masters-Turnier in Montreal für eine Überraschung, als er in der zweiten Runde den Weltranglistenzweiten Rafael Nadal aus dem Wettbewerb warf. Nadal hatte den ersten Satz klar gewonnen und sowohl im zweiten als auch im dritten Satz jeweils mit Break geführt, doch Dodig gab nicht auf und kämpfte sich so nach über drei Stunden Spielzeit zum Sieg über den Favoriten. Danach unterlag er jedoch dem späteren Halbfinalisten Janko Tipsarević. Er beendete das Jahr auf Rang 36 der Weltrangliste.

### 2012–2013: erste Erfolge im Doppel
Die Saison 2012 verlief ohne Titelgewinn für Dodig, er erreichte aber auf der World Tour in Zagreb mit Mate Pavić und Memphis mit Marcelo Melo seine ersten beiden Doppelfinals. In der Weltrangliste fiel er zwischenzeitlich aus den Top 100 im Einzel heraus, beendete das Jahr aber auf dem 72. Platz. Im Jahr darauf gelang ihm bei den Australian Open und den US Open jeweils mit dem Einzug in die dritte Runde und in Wimbledon mit dem Einzug ins Achtelfinale eine neue persönliche Bestmarke. Gleichzeitig erreichte er am 7. Oktober 2013 mit Rang 29 sein Karrierehoch in der Einzel-Weltrangliste. Mit Marcelo Melo gewann er beim Masters in Shanghai seinen ersten Doppeltitel und erreichte mit Melo auch das Endspiel von Wimbledon. Dort unterlagen sie Bob und Mike Bryan in vier Sätzen. Im Doppel-Ranking stieg er im November bis auf Rang sechs.

### Seit 2014: Grand-Slam-Erfolge im Doppel
Dodig konzentrierte sich in der Folge mehr und mehr aufs Doppelspiel, wenn er auch im Einzel noch an zahlreichen Turnieren teilnahm. Auf der Challenger Tour gewann er dabei unter anderem 2015 noch drei Titel. Bis Oktober 2016 hielt er sich, mit einer mehrwöchigen Unterbrechung, in den Top 100 der Einzel-Weltrangliste, fiel dann aber binnen zwei Jahren weit zurück und zum 23. Juli 2018 komplett aus der Einzel-Weltrangliste. Im Doppel erreichte Dodig mit Marcelo Melo in der Saison 2014 vier Finals, darunter die Masters in Monte-Carlo und Toronto und die World Tour Finals. In Monte-Carlo und bei den Finals unterlagen Dodig und Melo erneut den Bryan-Brüdern. 2015 verloren die beiden gegen die Bryans auch im Finale von Washington, D.C., gewannen dagegen aber das Turnier in Acapulco und das Paris Masters. Ihr größter gemeinsamer Erfolg gelang ihnen bei den French Open, bei denen sie Bob und Mike Bryan schließlich in drei Sätzen bezwingen konnten. Im Anschluss erreichte er am 8. Juni 2015 mit Rang vier in der Doppel-Weltrangliste sein Karrierehoch.
In der Saison 2016 zogen Dodig und Melo in drei Finals auf der World Tour ein. Sie verloren das Finale in Nottingham, während ihnen bei den Masters-Turnieren in Toronto und Cincinnati jeweils der Titelgewinn gelang. Nach der Saison trennten sich Dodig und Melo, woraufhin Dodig ab 2017 mit unterschiedlichen Partnern weiterspielte. 2017 bestritt er die meisten Turniere an der Seite von Marcel Granollers, mit dem er die Turniere in Rotterdam und Basel gewann sowie die Masters-Finals von Rom und Paris erreichte. Mit Mate Pavić sicherte er sich den Titelgewinn in Hamburg, mit Rohan Bopanna zog er ins Masters-Finale von Montreal ein. In den darauffolgenden drei Saisons folgten drei weitere Finalniederlagen auf der World Tour: 2018 verlor er mit Rajeev Ram das Endspiel in Genf, mit Filip Polášek stand er 2019 im Finale von Antalya und 2020 in Adelaide. Den drei Finalniederlagen stehen insgesamt fünf Titelgewinne gegenüber: mit Ram gewann Dodig 2018 in München und war im selben Jahr in Chengdu nochmals mit Mate Pavić erfolgreich. 2019 gelangen Dodig mit Édouard Roger-Vasselin Turniersiege in Montpellier und Lyon, im Jahr darauf gewann er mit Filip Polášek das Masters in Cincinnati. Bei Grand-Slam-Turnieren erreichte er jeweils 2019 in Wimbledon und 2020 bei den Australian Open das Halbfinale im Herrendoppel. Im Mixed wurde Dodig mit Latisha Chan dreifacher Grand-Slam-Sieger. 2018 und 2019 gewannen sie den Titel bei den French Open sowie 2019 in Wimbledon.

## Erfolge
| Legende (Anzahl der Siege)      |
| Grand Slam (7)                  |
| ATP World Tour Finals           |
| ATP World Tour Masters 1000 (6) |
| ATP World Tour 500 (10)         |
| ATP World Tour 250 (7)          |
| ATP Challenger Tour (11)        |

| Titel nach Belag |
| Hartplatz (19)   |
| Sand (9)         |
| Rasen (2)        |

### Einzel

#### Turniersiege

##### ATP World Tour
| Nr. | Datum           | Turnier | Belag         | Finalgegner    | Ergebnis |
| --- | --------------- | ------- | ------------- | -------------- | -------- |
| 1.  | 6. Februar 2011 | Zagreb  | Hartplatz (i) | Michael Berrer | 6:3, 6:4 |

##### ATP Challenger Tour
| Nr. | Datum              | Turnier                | Belag         | Finalgegner     | Ergebnis |
| --- | ------------------ | ---------------------- | ------------- | --------------- | -------- |
| 1.  | 29. März 2009      | Sarajevo               | Hartplatz     | Dominik Meffert | 6:4, 6:3 |
| 2.  | 7. November 2010   | Astana                 | Hartplatz     | Igor Kunizyn    | 6:4, 6:3 |
| 3.  | 13. September 2015 | Saint-Rémy-de-Provence | Hartplatz     | Nils Langer     | 6:3, 6:2 |
| 4.  | 25. Oktober 2015   | Brest                  | Hartplatz (i) | Benoît Paire    | 7:5, 6:1 |
| 5.  | 29. November 2015  | Andria                 | Hartplatz (i) | Michael Berrer  | 6:2, 6:1 |

#### Finalteilnahmen
| Nr. | Datum         | Turnier          | Belag | Finalgegner     | Ergebnis |
| --- | ------------- | ---------------- | ----- | --------------- | -------- |
| 1.  | 18. Juni 2011 | ’s-Hertogenbosch | Rasen | Dmitri Tursunow | 3:6, 2:6 |

### Doppel

#### Turniersiege

##### ATP World Tour
| Nr. | Datum              | Turnier         | Belag         | Partner                | Finalgegner                           | Ergebnis           |
| --- | ------------------ | --------------- | ------------- | ---------------------- | ------------------------------------- | ------------------ |
| 1.  | 12. Oktober 2013   | Shanghai        | Hartplatz     | Marcelo Melo           | David Marrero Fernando Verdasco       | 7:62, 6:76, [10:2] |
| 2.  | 1. März 2015       | Acapulco        | Hartplatz     | Marcelo Melo           | Mariusz Fyrstenberg Santiago González | 7:62, 5:7, [10:3]  |
| 3.  | 6. Juni 2015       | French Open (1) | Sand          | Marcelo Melo           | Bob Bryan Mike Bryan                  | 6:75, 7:65, 7:5    |
| 4.  | 8. November 2015   | Paris           | Hartplatz (i) | Marcelo Melo           | Vasek Pospisil Jack Sock              | 2:6, 6:3, [10:5]   |
| 5.  | 31. Juli 2016      | Toronto         | Hartplatz     | Marcelo Melo           | Jamie Murray Bruno Soares             | 6:4, 6:4           |
| 6.  | 21. August 2016    | Cincinnati (1)  | Hartplatz     | Marcelo Melo           | Jean-Julien Rojer Horia Tecău         | 7:65, 6:75, [10:6] |
| 7.  | 19. Februar 2017   | Rotterdam (1)   | Hartplatz (i) | Marcel Granollers      | Wesley Koolhof Matwé Middelkoop       | 7:65, 6:3          |
| 8.  | 30. Juli 2017      | Hamburg         | Sand          | Mate Pavić             | Pablo Cuevas Marc López               | 6:3, 6:4           |
| 9.  | 29. Oktober 2017   | Basel (1)       | Hartplatz (i) | Marcel Granollers      | Fabrice Martin Édouard Roger-Vasselin | 7:5, 7:66          |
| 10. | 6. Mai 2018        | München         | Sand          | Rajeev Ram             | Nikola Mektić Alexander Peya          | 6:3, 7:5           |
| 11. | 30. September 2018 | Chengdu         | Hartplatz     | Mate Pavić             | Austin Krajicek Jeevan Nedunchezhiyan | 6:2, 6:4           |
| 12. | 10. Februar 2019   | Montpellier     | Hartplatz (i) | Édouard Roger-Vasselin | Benjamin Bonzi Antoine Hoang          | 6:4, 6:3           |
| 13. | 25. Mai 2019       | Lyon (1)        | Sand          | Édouard Roger-Vasselin | Ken Skupski Neal Skupski              | 6:4, 6:3           |
| 14. | 18. August 2019    | Cincinnati (2)  | Hartplatz     | Filip Polášek          | Juan Sebastián Cabal Robert Farah     | 4:6, 6:4, [10:6]   |
| 15. | 5. Oktober 2019    | Peking (1)      | Hartplatz     | Filip Polášek          | Łukasz Kubot Marcelo Melo             | 6:3, 7:64          |
| 16. | 21. Februar 2021   | Australian Open | Hartplatz     | Filip Polášek          | Rajeev Ram Joe Salisbury              | 6:3, 6:4           |
| 17. | 21. Mai 2022       | Lyon (2)        | Sand          | Austin Krajicek        | Máximo González Marcelo Melo          | 6:3, 6:4           |
| 18. | 23. Oktober 2022   | Neapel          | Hartplatz     | Austin Krajicek        | Matthew Ebden John Peers              | 6:3, 1:6, [10:8]   |
| 19. | 30. Oktober 2022   | Basel (2)       | Hartplatz (i) | Austin Krajicek        | Nicolas Mahut Édouard Roger-Vasselin  | 6:4, 7:65          |
| 20. | 19. Februar 2023   | Rotterdam (2)   | Hartplatz (i) | Austin Krajicek        | Rohan Bopanna Matthew Ebden           | 7:65, 2:6, [12:10] |
| 21. | 16. April 2023     | Monte-Carlo     | Sand          | Austin Krajicek        | Romain Arneodo Sam Weissborn          | 6:0, 4:6, [14:12]  |
| 22. | 10. Juni 2023      | French Open (2) | Sand          | Austin Krajicek        | Sander Gillé Joran Vliegen            | 6:3, 6:1           |
| 23. | 25. Juni 2023      | London          | Rasen         | Austin Krajicek        | Taylor Fritz Jiří Lehečka             | 6:4, 6:75, [10:3]  |
| 24. | 4. Oktober 2023    | Peking (2)      | Hartplatz     | Austin Krajicek        | Wesley Koolhof Neal Skupski           | 6:712, 6:3, [10:5] |

##### ATP Challenger Tour
| Nr. | Datum             | Turnier     | Belag     | Partner        | Finalgegner                                | Ergebnis          |
| --- | ----------------- | ----------- | --------- | -------------- | ------------------------------------------ | ----------------- |
| 1.  | 23. Juni 2007     | Almaty      | Sand      | Kamil Čapkovič | Alexei Kedrjuk Alexander Kudrjawzew        | 6:4, 3:6, [10:7]  |
| 2.  | 11. November 2007 | Tunis       | Hartplatz | Frank Moser    | Jasper Smit Martijn van Haasteren          | 4:6, 7:5, [11:9]  |
| 3.  | 17. Mai 2008      | Zagreb      | Sand      | Júlio Silva    | Serhij Stachowskyj Tomáš Zíb               | 6:4, 7:61         |
| 4.  | 4. Oktober 2009   | Neapel      | Sand      | Frederico Gil  | Thiago Alves Lukáš Rosol                   | 6:1, 6:3          |
| 5.  | 24. April 2010    | Rom         | Sand      | Mario Ančić    | Juan Pablo Brzezicki Rubén Ramírez Hidalgo | 4:6, 7:68, [10:4] |
| 6.  | 30. Mai 2010      | Alessandria | Sand      | Lovro Zovko    | Marco Crugnola Daniel Muñoz de la Nava     | 6:4, 6:4          |

#### Finalteilnahmen
| Nr. | Datum              | Turnier              | Belag         | Partner           | Finalgegner                             | Ergebnis           |
| --- | ------------------ | -------------------- | ------------- | ----------------- | --------------------------------------- | ------------------ |
| 1.  | 5. Februar 2012    | Zagreb               | Hartplatz (i) | Mate Pavić        | Marcos Baghdatis Michail Juschny        | 2:6, 2:6           |
| 2.  | 26. Februar 2012   | Memphis              | Hartplatz (i) | Marcelo Melo      | Maks Mirny Daniel Nestor                | 6:4, 5:7, [7:10]   |
| 3.  | 10. Februar 2013   | Zagreb               | Hartplatz (i) | Mate Pavić        | Julian Knowle Filip Polášek             | 3:6, 3:6           |
| 4.  | 6. Juli 2013       | Wimbledon            | Rasen         | Marcelo Melo      | Bob Bryan Mike Bryan                    | 6:3, 3:6, 4:6, 4:6 |
| 5.  | 20. April 2014     | Monte Carlo          | Sand          | Marcelo Melo      | Bob Bryan Mike Bryan                    | 3:6, 6:3, [8:10]   |
| 6.  | 10. August 2014    | Toronto              | Hartplatz     | Marcelo Melo      | Alexander Peya Bruno Soares             | 4:6, 3:6           |
| 7.  | 5. Oktober 2014    | Tokio                | Hartplatz     | Marcelo Melo      | Pierre-Hugues Herbert Michał Przysiężny | 3:6, 7:63, [5:10]  |
| 8.  | 16. November 2014  | London               | Hartplatz (i) | Marcelo Melo      | Bob Bryan Mike Bryan                    | 7:65, 2:6, [7:10]  |
| 9.  | 9. August 2015     | Washington, D.C. (1) | Hartplatz     | Marcelo Melo      | Bob Bryan Mike Bryan                    | 4:6, 2:6           |
| 10. | 25. Juni 2016      | Nottingham           | Rasen         | Marcelo Melo      | Dominic Inglot Daniel Nestor            | 5:7, 6:74          |
| 11. | 21. Mai 2017       | Rom                  | Sand          | Marcel Granollers | Pierre-Hugues Herbert Nicolas Mahut     | 6:4, 4:6, [3:10]   |
| 12. | 13. August 2017    | Montreal             | Hartplatz     | Rohan Bopanna     | Pierre-Hugues Herbert Nicolas Mahut     | 4:6, 6:3, [6:10]   |
| 13. | 5. November 2017   | Paris (1)            | Hartplatz (i) | Marcel Granollers | Łukasz Kubot Marcelo Melo               | 6:73, 6:3, [6:10]  |
| 14. | 26. Mai 2018       | Genf                 | Sand          | Rajeev Ram        | Oliver Marach Mate Pavić                | 6:3, 6:73, [9:11]  |
| 15. | 29. Juni 2019      | Antalya              | Rasen         | Filip Polášek     | Jonathan Erlich Artem Sitak             | 3:6, 4:6           |
| 16. | 18. Januar 2020    | Adelaide (1)         | Hartplatz     | Filip Polášek     | Máximo González Fabrice Martin          | 6:712, 3:6         |
| 17. | 27. September 2020 | Hamburg              | Sand          | Mate Pavić        | John Peers Michael Venus                | 3:6, 4:6           |
| 18. | 12. Januar 2021    | Antalya              | Hartplatz     | Filip Polášek     | Nikola Mektić Mate Pavić                | 2:6, 4:6           |
| 19. | 30. Juli 2021      | Tokio                | Hartplatz     | Marin Čilić       | Nikola Mektić Mate Pavić                | 4:6, 6:3, [6:10]   |
| 20. | 27. August 2021    | Winston-Salem        | Hartplatz     | Austin Krajicek   | Marcelo Arévalo Matwé Middelkoop        | 7:65, 5:7, [6:10]  |
| 21. | 9. Januar 2022     | Adelaide (2)         | Hartplatz     | Marcelo Melo      | Rohan Bopanna Ramkumar Ramanathan       | 6:76, 1:6          |
| 22. | 4. Juni 2022       | French Open          | Sand          | Austin Krajicek   | Marcelo Arévalo Jean-Julien Rojer       | 7:64, 6:75, 3:6    |
| 23. | 7. August 2022     | Washington, D.C. (2) | Hartplatz     | Austin Krajicek   | Nick Kyrgios Jack Sock                  | 5:7, 4:6           |
| 24. | 16. Oktober 2022   | Florenz              | Hartplatz (i) | Austin Krajicek   | Nicolas Mahut Édouard Roger-Vasselin    | 6:74, 3:6          |
| 25. | 6. November 2022   | Paris (2)            | Hartplatz (i) | Austin Krajicek   | Wesley Koolhof Neal Skupski             | 6:75, 4:6          |
| 26. | 14. Januar 2023    | Adelaide (3)         | Hartplatz     | Austin Krajicek   | Marcelo Arévalo Jean-Julien Rojer       | kampflos           |
| 27. | 30. Juni 2023      | Eastbourne           | Rasen         | Austin Krajicek   | Nikola Mektić Mate Pavić                | 4:6, 2:6           |
| 28. | 2. März 2024       | Dubai                | Hartplatz     | Austin Krajicek   | Tallon Griekspoor Jan-Lennard Struff    | 4:6, 6:4, [6:10]   |
| 29. | 30. März 2024      | Miami                | Hartplatz     | Austin Krajicek   | Rohan Bopanna Matthew Ebden             | 7:63, 3:6, [6:10]  |
| 30. | 9. November 2024   | Belgrad              | Hartplatz (i) | Skander Mansouri  | Jamie Murray John Peers                 | 6:3, 6:75, [9:11]  |

### Mixed

#### Turniersiege
| Nr. | Datum           | Turnier         | Belag     | Partnerin           | Finalgegner                       | Ergebnis          |
| --- | --------------- | --------------- | --------- | ------------------- | --------------------------------- | ----------------- |
| 1.  | 7. Juni 2018    | French Open (1) | Sand      | Latisha Chan        | Gabriela Dabrowski Mate Pavić     | 6:1, 6:75, [10:8] |
| 2.  | 7. Juni 2019    | French Open (2) | Sand      | Latisha Chan        | Gabriela Dabrowski Mate Pavić     | 6:1, 7:65         |
| 3.  | 14. Juli 2019   | Wimbledon       | Rasen     | Latisha Chan        | Robert Lindstedt Jeļena Ostapenko | 6:2, 6:3          |
| 4.  | 28. Januar 2022 | Australian Open | Hartplatz | Kristina Mladenovic | Jaimee Fourlis Jason Kubler       | 6:3, 6:4          |

#### Finalteilnahmen
| Nr. | Datum           | Turnier         | Belag     | Partnerin   | Finalgegner                         | Ergebnis         |
| --- | --------------- | --------------- | --------- | ----------- | ----------------------------------- | ---------------- |
| 1.  | 3. Juni 2016    | French Open     | Sand      | Sania Mirza | Martina Hingis Leander Paes         | 6:4, 4:6, [8:10] |
| 2.  | 27. Januar 2017 | Australian Open | Hartplatz | Sania Mirza | Abigail Spears Juan Sebastián Cabal | 2:6, 4:6         |

## Abschneiden bei Grand-Slam-Turnieren

### Einzel
| Turnier         | 2009 | 2010 | 2011 | 2012 | 2013 | 2014 | 2015 | 2016 | 2017 | Karriere |
| --------------- | ---- | ---- | ---- | ---- | ---- | ---- | ---- | ---- | ---- | -------- |
| Australian Open | —    | 2    | 2    | 1    | 3    | 2    | 2    | 1    | 1    | 3        |
| French Open     | Q2   | Q1   | 1    | 1    | 1    | 1    | 1    | 2    | —    | 2        |
| Wimbledon       | Q1   | 2    | 1    | 1    | AF   | —    | Q3   | 1    | —    | AF       |
| US Open         | Q1   | 2    | 1    | 2    | 3    | 1    | Q3   | 1    | —    | 3        |

Zeichenerklärung: S = Turniersieg; F, HF, VF, AF = Einzug ins Finale / Halbfinale / Viertelfinale / Achtelfinale; 1, 2, 3 = Ausscheiden in der 1. / 2. / 3. Hauptrunde; Q1, Q2, Q3 = Ausscheiden in der 1. / 2. / 3. Qualifikationsrunde; nicht ausgetragen

### Doppel
Die Tabelle listet die Ergebnisse der Grand-Slam-Turniere, der ATP Finals, der Olympischen Spiele, des Davis Cups und der Masters-Turniere auf.
| Turnier           | 2025 | 2024 | 2023 | 2022 | 2021 | 2020 | 2019 | 2018 | 2017 | 2016 | 2015 | 2014 | 2013 | 2012 | 2011 | 2010 | Karriere |
| ----------------- | ---- | ---- | ---- | ---- | ---- | ---- | ---- | ---- | ---- | ---- | ---- | ---- | ---- | ---- | ---- | ---- | -------- |
| Australian Open   | 2    | 2    | 1    | 2    | S    | HF   | 2    | 1    | VF   | AF   | HF   | AF   | 1    | 1    | 2    | —    | 1 × S    |
| French Open       | VF   | 2    | S    | F    | 2    | AF   | 1    | 2    | VF   | HF   | S    | —    | AF   | VF   | 2    | —    | 2 × S    |
| Wimbledon         | 1    | 1    | 2    | AF   | 2    |      | HF   | 1    | AF   | AF   | VF   | —    | F    | VF   | 1    | —    | 1 × F    |
| US Open           |      | AF   | HF   | 2    | AF   | 1    | 1    | AF   | AF   | 1    | 1    | HF   | HF   | AF   | 1    | —    | 3 × HF   |
| ATP Finals        |      | —    | RR   | —    | RR   | —    | RR   | —    | RR   | RR   | HF   | F    | HF   | —    | —    | —    | 1 × F    |
| Indian Wells      | 1    | VF   | 1    | 1    | HF   |      | 1    | VF   | 1    | 1    | HF   | VF   | VF   | —    | —    | —    | 2 × HF   |
| Miami             | 1    | F    | —    | AF   | HF   |      | HF   | 1    | VF   | AF   | —    | AF   | AF   | —    | —    | —    | 1 × F    |
| Monte Carlo       | —    | AF   | S    | 1    | AF   |      | AF   | AF   | VF   | HF   | HF   | F    | AF   | —    | —    | —    | 1 × S    |
| Madrid            | 1    | 1    | 1    | VF   | VF   |      | 1    | AF   | VF   | HF   | AF   | AF   | —    | —    | —    | —    | 1 × HF   |
| Rom               | —    | —    | AF   | 1    | AF   | 1    | 1    | —    | F    | AF   | VF   | VF   | —    | —    | —    | —    | 1 × F    |
| Kanada            |      | 1    | AF   | 1    | VF   |      | 1    | 1    | F    | S    | AF   | F    | VF   | AF   | —    | —    | 1 × S    |
| Cincinnati        |      | HF   | HF   | 1    | 1    | 1    | S    | AF   | VF   | S    | HF   | AF   | 1    | HF   | —    | —    | 2 × S    |
| Shanghai          |      |      |      |      |      |      | VF   | VF   | VF   | —    | —    | VF   | S    | —    | VF   | —    | 1 × S    |
| Paris             |      | AF   | VF   | F    | AF   | —    | HF   | —    | F    | —    | S    | AF   | HF   | —    | —    | —    | 1 × S    |
| Olympische Spiele |      | —    |      |      |      | F    |      |      |      | —    |      |      |      | VF   |      |      | 1 × F    |
| Davis Cup         |      |      |      | —    | —    | —    | —    | S    | —    | F    | 1    | —    | 1    | 1    | 1    | VF   | 1 × S    |

Zeichenerklärung: S = Turniersieg; F, HF, VF, AF = Einzug ins Finale, Halb-, Viertel-, Achtelfinale; 1, 2, 3 = Ausscheiden in der 1., 2., 3. Haupt- / Finalrunde; Q1, Q2, Q3 = Ausscheiden in der 1., 2. 3. Qualifikationsrunde; RR = Round Robin (Gruppenphase); nicht ausgetragen oder andere Kategorie; PO (Playoff), P2 = Auf-/Abstiegsrunde zur Weltgruppe I/II im Davis Cup; W2 = Teilnahme in der Weltgruppe II

### Mixed
| Turnier         | 2013 | 2014 | 2015 | 2016 | 2017 | 2018 | 2019 | 2020 | 2021 | 2022 | 2023 | 2024 | 2025 | Karriere |
| --------------- | ---- | ---- | ---- | ---- | ---- | ---- | ---- | ---- | ---- | ---- | ---- | ---- | ---- | -------- |
| Australian Open | —    | —    | 1    | HF   | F    | —    | 1    | VF   | 1    | S    | —    | —    | 1    | S        |
| French Open     | —    | —    | —    | F    | VF   | S    | S    |      | 1    | AF   | AF   | 1    | —    | S        |
| Wimbledon       | 2    | —    | 2    | 2    | AF   | VF   | S    |      | AF   | AF   | VF   | 1    | —    | S        |
| US Open         | —    | —    | —    | AF   | 1    | AF   | HF   |      | AF   | —    | 1    | 1    |      | HF       |